# Escudo de Cataluña
El escudo de Cataluña es el símbolo heráldico de la comunidad autónoma catalana, en España, cuyo origen está en las armas hereditarias de los monarcas de la Corona de Aragón. Su derivado, la señera de Cataluña es un símbolo oficializado por la Generalidad de Cataluña incluido en el Estatuto de Autonomía de Cataluña. El escudo, sin embargo, no está regulado oficialmente.

## Blasonado
En campo de oro cuatro palos de gules. Por timbre una corona real.

## Historia
Dado que la configuración de Cataluña no se da en su forma actual hasta el siglo XV, no se desarrolló un único símbolo heráldico para el conjunto del territorio catalán. En este territorio, a diferencia de otros de la Corona de Aragón, los condados catalanes y sus titulares mantuvieron un alto grado de presencia política, y cuya heráldica ha perdurado en las áreas en las que se extendieron, como en el caso de las armas del Condado de Urgel o de Ampurias.
La heráldica de la Corona otorgaba los permisos para que algunas ciudades selectas pudieran llevar en algún campo los cuatro palos del gules así como a instituciones de la corona. Este es el caso de la Generalidad de Cataluña que adoptó prácticamente desde sus inicios el escudo de armas del monarca. Sin embargo también comenzó a emplearse, en la medida que la Generalidad iba ganando peso político la cruz de San Jorge (en campo de plata, una cruz de gules), siendo este santo muy venerado y patrón de Aragón (y también de Cataluña). Este símbolo fue inicialmente usado por la ciudad de Barcelona en su escudo como símbolo de la ciudad (que también combinaba con las armas del rey), y que por extensión simbolizaría al Condado de Barcelona. A menudo la representación de la Generalidad catalana se hacía mediante dos escudos separados, uno el real y otro el de San Jorge (coherente quizás con la doctrina pactista de este órgano de gobierno), así como, posteriormente, combinándolos mediante cuartelado en cruz. Puesto que esta representación coincidía con la de su ciudad capital y condado principal, durante el siglo XVI y XVII aparecen símbolos territorializados que representan este escudo como símbolo del conjunto de Cataluña. Otras argumentaciones justifican esta coincidencia con la atribución de este signo de la ciudad de Barcelona en algunos mapas y portolanos posteriormente reproducidos sin contrastar.
Durante la guerra de sucesión española la Generalidad adopta el símbolo real de la Corona como propio, en tanto que la institución se consideraba soberana del poder real. Tras la pérdida de los fueros e instituciones propias debido a la victoria borbónica, se pierde el uso del símbolo.
Posteriormente, la Renaixença revisó los símbolos propios de Cataluña, adjudicando el escudo real como el territorial, y sería el símbolo de la demanda de autogobierno tal como lo fue el uso de la bandera derivada, la señera. Además, se daría por seguro el origen de las armas reales a la Casa de Barcelona, previa a su unión con la casa del reino de Aragón, siendo este un objeto de discusión actual.